# الانمنة (حبيش)

تعديل مصدري - تعديل

الانمنة محلة تابعة لقرية عزان، التابعة لعزلة السلق بمديرية حبيش إحدى مديريات محافظة إب في الجمهورية اليمنية، بلغ تعداد سكانها 130 حسب تعداد اليمن لعام 2004.